# 熱くなるまで待って!
『熱くなるまで待って!』（あつくなるまでまって）は、1987年7月9日から9月24日まで、フジテレビ系列「ナショナル木曜劇場」（当時）枠で放送されたテレビドラマ。主演は田村正和。全12回。

## あらすじ
妻を亡くし、都内のマンションに独りで暮している漫画家の佐伯雄介が、従兄で妻と別居中の芥川喜三郎の誘いで、彼が留守番を頼まれている田園調布の豪邸に同居することになり、そこから始まる様々な騒動や、お手伝いとして住み込むことになった資産家令嬢の八島由紀とのラブストーリーを描いた作品。

## キャスト
- 佐伯雄介：田村正和

妻を亡くした独身の漫画家
- 八島由紀：石原真理子

親の決めた縁談を嫌い、家出中の資産家令嬢
- 西堂清彦：布川敏和

大学生で久美子の友人、後に同居人となる
- 芥川久美子：高井麻巳子

大学生で喜三郎の娘
- 芥川芳江：丘さとみ

別居中の喜三郎の妻
- 朱雀明子：岡本麗

赤坂のクラブ「朱雀」のママ、由紀の先輩
- 新田：橋爪功

八島家の執事で、由紀の父の秘書
- 桂木智恵子：加賀まりこ

亡き妻の友人で、城南大学医学部の精神科医
- 芥川喜三郎：中条静夫

雄介の従兄で「ナンワ商会」の宣伝企画部長
佐伯に原稿の依頼をしている出版社の面々
- 河部：広田玲央名

夕日ジャーナル・編集者
- 高杉：石丸謙二郎

サンケイ新聞・編集者
- 山本：中島陽典

サンデーコミック・編集者
老舗文具メーカー「ナンワ商会」宣伝企画部員の面々
- 間野節子：円浄順子
- 中岡俊作：花王おさむ
- 木下和宏：和田賢司
- 大浜ルリ子：布勢真穂

その他（ゲスト）
- 八島総一郎：平幹二朗

由紀の父で「港北物産」の社長

## スタッフ
- 脚本：布勢博一
- 演出：藤田明二、松田秀知、小椋久雄
- プロデューサー：櫻井謙爾、山田良明（第4話 - 最終話）
- 音楽：本多俊之
- 主題歌：平山みき「冗談じゃない朝」（ファンハウス）
- 制作著作：フジテレビ

## 放送日程
| 各話   | 放送日  |
| ------ | ------- |
| 第1話  | 7月09日 |
| 第2話  | 7月16日 |
| 第3話  | 7月23日 |
| 第4話  | 7月30日 |
| 第5話  | 8月06日 |
| 第6話  | 8月13日 |
| 第7話  | 8月20日 |
| 第8話  | 8月27日 |
| 第9話  | 9月03日 |
| 第10話 | 9月10日 |
| 第11話 | 9月17日 |
| 最終話 | 9月24日 |